# ماوس‌ترپ
ماوس‌ترپ (انگلیسی: mau5trap؛ به‌معنی «تله موش») یک شرکت ضبط مستقل کانادایی است که در سال ۲۰۰۷ توسط ددماوس، تهیه‌کنندهٔ موسیقی الکترونیک، تأسیس شد. این شرکت قبلاً یک برچسب تبلیغاتی بود و میزبان آثاری بودی که از طریق لیبل‌هایی مانند اولترا میوزیک، ویرجین رکوردز و آسترال‌ورکز منتشر می‌شدند.

## تاریخچه

لوگوی سابق ماوس‌ترپ به‌همراه لوگوی «ماوس‌هد» متعلق به ددماوس

ماوس‌ترپ در سال ۲۰۰۷ توسط ددماوس (جوئل زیمرمن)، تهیه‌کنندهٔ موسیقی الکترونیک، تأسیس شد. نخستین اثر منتشرشده تحت این برچسب «فکس به برلین» اثر زیمرمن بود که توسط پلی رکوردز و سینامون فلاوا نیز منتشر شد. دومین هنرمند این لیبل، دی‌جی کانادایی گلن موریسن بود که بعداً زیمرمن فاش کرد که اثری را برای او سایه‌نویسی کرده‌است. در سال ۲۰۰۸، پس از امضای قرارداد با هنرمندان بیشتر و دستیابی به موفقیت متوسط، ماوس‌ترپ با اولترا رکوردز شریک شد و سومین آلبوم استودیویی زیمرمن را با عنوان عنوان آلبوم تصادفی منتشر کرد؛ آلبومی که با موفقیت تجاری روبرو شد.
در سال ۲۰۱۰، ماوس‌ترپ با اسکریلکس، تهیه‌کنندهٔ آمریکایی قراردادی را امضا کرد و دومین آلبوم چندآهنگهٔ او با نام هیولاهای ترسناک و اشباح خوش‌رفتار را با همکاری بیگ بیت رکوردز منتشر کرد.
در سال ۲۰۱۲، ماوس‌ترپ با گروه هیپ هاپ انگلیسی فارین بگارز قراردادی را امضا کرد و سومین آلبوم استودیویی آن‌ها با نام قیام را منتشر کرد، موگوایی نیز دومین آلبوم استودیویی خود با نام امپایر را از طریق این برچسب منتشر کرد، و نویزیا نیز نسخهٔ ویژه اتم را جدا کن را منتشر کرد و ماوس‌ترپ نخستین مجموعهٔ گردآوری‌شدهٔ ما با هم دوستیم را به بازار عرضه کرد.
در سال ۲۰۱۳، پس از خروج زیمرمن از اولترا رکوردز، ماوس‌ترپ به همکاری خود با اولترا به‌عنوان شریک سابق خود پایان داد. در ژوئن ۲۰۱۳، ماوس‌ترپ برای مدت کوتاهی با آسترال‌ورکز، یکی از شرکت‌های تابعهٔ گروه موسیقی یونیورسال، همکاری کرد. در سال ۲۰۱۵، ماوس‌ترپ به یک شرکت ضبط مستقل تبدیل شد که حقوق موسیقی و انتشار آن از طریق گروه موسیقی کوبالت مدیریت می‌شود.
در سال ۲۰۱۶، هشتمین آلبوم استودیویی زیمرمن، با نام W:/2016ALBUM/، به نخستین آلبوم کاملاً مستقل منتشرشده از طریق ماوس‌ترپ تبدیل شد. در سال ۲۰۱۷، ماوس‌ترپ همچنین به‌طور مستقل نخستین آلبوم استودیویی رز، تهیه‌کنندهٔ موسیقی کانادایی را با عنوان دستکاری عمده منتشر کرد.
ماوس‌ترپ در سال ۲۰۱۷ دهمین سالگرد تأسیس خود را جشن گرفت و یک آلبوم گردآوری‌شدهٔ متشکل از سی و سه قطعه را با عنوان سالگرد ده سالگی ماوس‌ترپ منتشر کرد.